# Centris obsoleta
Centris obsoleta är en biart som beskrevs av Amédée Louis Michel Lepeletier 1841. Centris obsoleta ingår i släktet Centris och familjen långtungebin. Inga underarter finns listade.